# Denis Obua
Denis Obua   (Uganda, 13 de juny de 1947 - 4 de maig de 2010) és un exfutbolista ugandès de la dècada de 1970.
És pare de David Obua, també futbolista.
Fou internacional amb la selecció de futbol d'Uganda.
Pel que fa a clubs, destacà a Coffee United FC, Police FC i Maroons FC.
Fou entrenador de Police FC i a les categories inferiors d'Uganda. També fou president de la CECAFA.